# Calle del Peso
La calle del Peso es una vía pública de la ciudad española de Oviedo.

## Descripción
La calle, que según Canella y Secades debe el nombre a un antiguo peso público para la harina, discurre desde la plaza de la Constitución hasta la de Riego. Tiene cruce con la de Jesús. Aparece descrita en El libro de Oviedo (1887) de Canella y Secades con las siguientes palabras:

Peso.—Una inscripción colocada antes en la casa número 13 que decía: Peso público de la ciudad para la harina explica la razón del nombre. Esta calle con su anterior de la Universidad (antes Picota), parte de la Plaza Mayor y el terreno que seguía con dirección al S. hasta donde está hoy la Puerta nueva baja fué el barrio señalado por Judería en las antiguas Ordenanzas de Oviedo de 1274.—Ent.: Plaza de la Constitución.—Conc.: Riego.
(Canella y Secades, 1887, p. 117)